# High Tide
High Tide (bra: Maré Alta) é um filme de drama romântico norte-americano de 2024 escrito e dirigido por Marco Calvani e estrelado por Marco Pigossi, James Bland, Marisa Tomei e Bill Irwin.

## Elenco
- Marco Pigossi como Lourenço
- James Bland como Maurice
- Marisa Tomei como Miriam
- Bill Irwin como Scott
- Sean Mahon como Bob
- Mya Taylor como Crystal
- Bryan Batt como Todd
- Todd Flaherty como Leslie
- Karl Gregory como BJ
- João Santos como Dimo

## Lançamento
O filme estreou no South by Southwest em 9 de março de 2024. O lançamento está previsto para Nova Iorque em 18 de outubro de 2024, seguido por uma expansão para Los Angeles em 25 de outubro e cidades selecionadas em 1º de novembro.

## Recepção
No site agregador de críticas Rotten Tomatoes, 100% das 24 resenhas dos críticos são positivas, com uma classificação média de 7.4/10.
Ryan Lattanzio, do IndieWire, deu nota B- ao filme. Ele chamou o filme de "sexy, triste... franco e honesto [e] palpavelmente quente", e comentou que o filme "desafia você a não ficar obcecado por - e atraído por - seu protagonista Marco Pigossi". Siddhant Adlakha, da Variety, deu uma crítica positiva ao filme. Ele chamou o filme de "lindo e devastador" e escreveu: "... Pigossi oferece uma performance impressionante".
David Rooney do The Hollywood Reporter também deu ao filme uma crítica positiva e escreveu: ""O primeiro longa-metragem sensivelmente observado de Marco Calvani... fala do coração". Ele também elogiou a "atuação principal assombrosa de Pigossi, impregnada de melancolia e dor crua, mas também em momentos de abertura, otimismo e até alegria, ajuda a fazer de High Tide um retrato comovente de homens gays sem amarras buscando conexões significativas".
Sinopse;
De coração partido e à deriva, Lourenço, um imigrante brasileiro indocumentado, busca um propósito. Conforme a temporada de verão chega ao fim, ele inicia um romance intenso e inesperado com Maurice.